# Aniceto Marinas
Aniceto Marinas García (Segovia, 17 de abril de 1866-Madrid, 23 de septiembre de 1953) fue un escultor español. Es uno de los más representativos escultores europeos del final del siglo XIX y de la primera mitad del XX. 

## Biografía
Nació en Segovia, en la parroquia de San Millán. De familia humilde, logra una pensión de la Diputación de Segovia para estudiar en la Real Academia de Bellas Artes de San Fernando de Madrid en 1884. En 1888 es pensionado nuevamente para proseguir sus estudios en la Academia en Roma, donde permanece hasta 1893. 
De regreso en España ingresa en la Real Academia de Bellas Artes de San Fernando y obtiene la cátedra en la Escuela de Artes y Oficios de Madrid. En 1951 fue designado Director de la Academia para suceder al Conde de Romanones. Pasaba sus veranos en el pueblo abulense de Las Navas del Marqués, y regaló dos Cristos a esta localidad tras ser quemados los anteriores en la Guerra Civil.
Es autor de diversos monumentos públicos de Madrid, Cádiz, León, Zumárraga, Orense, Teruel, Burgos o Segovia. Sus obras más significativas se encuentran en Segovia: Monumento a Daoíz y Velarde (en la Plaza de la Reina Victoria Eugenia, frente al Alcázar de Segovia, 1910), Madrid: Monumento a Velázquez (en la puerta principal del Museo del Prado, 1899), Monumento a Eloy Gonzalo (en la plaza de Cascorro, 1902), grupo La Libertad (en el Monumento a Alfonso XII del Parque del Retiro, 1905) o el Monumento al Sagrado Corazón (en el Cerro de los Ángeles, Getafe, 1919), destruido durante la Guerra Civil y del que se realizó un nuevo proyecto inaugurado en 1965, varios años después de su muerte.
Ha sido reconocido numerosos premios: Primera Medalla de la Exposición Nacional de Bellas Artes de Madrid (1890), medalla de oro en la exposición internacional de Múnich (1890), la Medalla de Oro de la exposición Internacional de Chicago (1893), Gran Cruz de Alfonso XII (1923), Gran Cruz de Alfonso X el Sabio (1945), así como calles en Madrid y en diversas ciudades, como en el pueblo de su esposa Valentina Ambrosio, Villanueva de la Vera, que le dedica su Plaza Mayor. 
Fue socio del Centro Segoviano de Madrid, del que dejó escrito: "es honra y prestigio de nuestra querida tierra segoviana." En 1996, el Centro creó el Premio Aniceto Marinas a la mejor trayectoria profesional artística.

## Obra

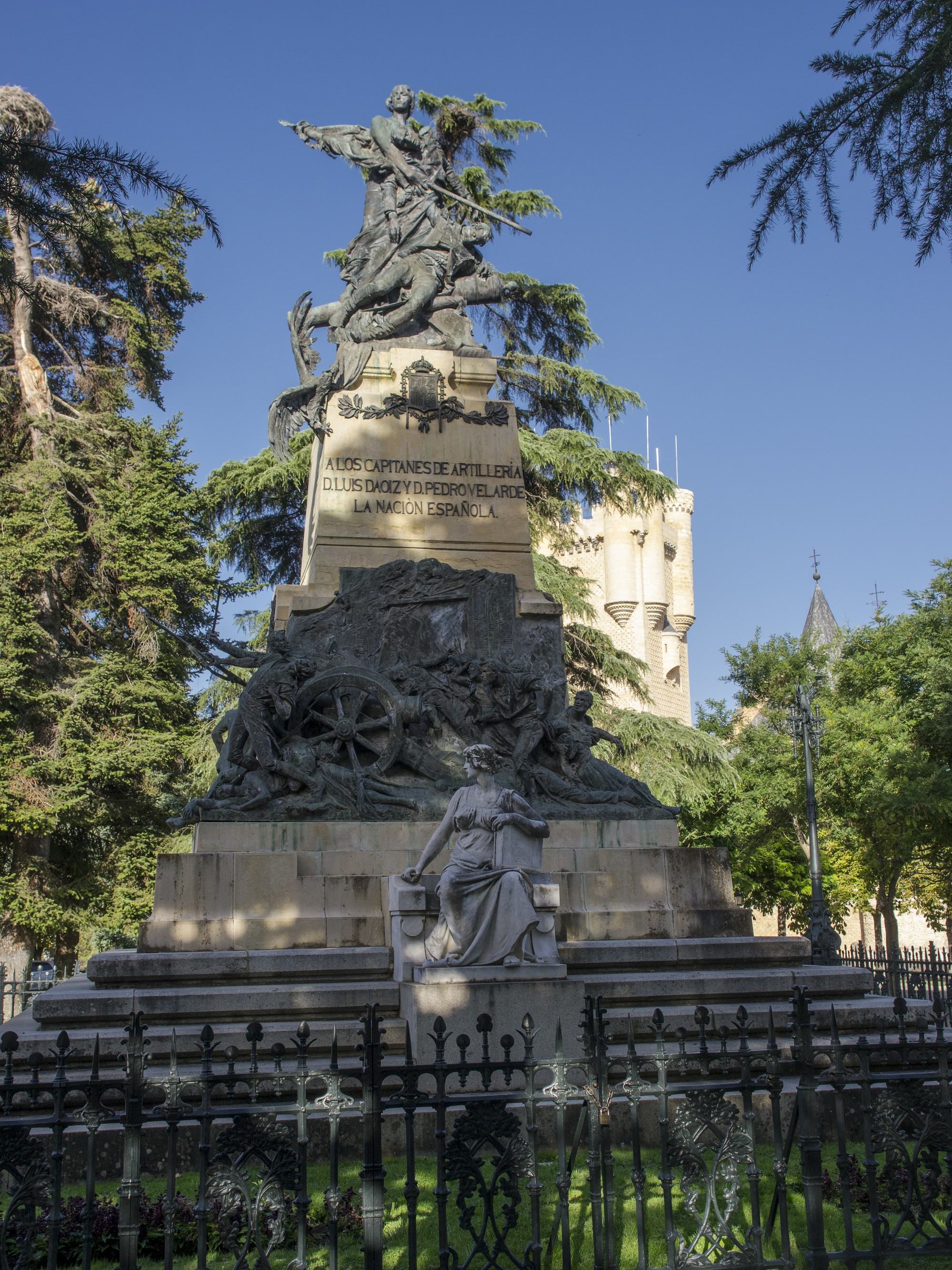
El Monumento a Daoíz y Velarde es un grupo escultórico situado en la plaza de la Reina Victoria Eugenia, en la ciudad de Segovia. Es considerada la obra maestra de Aniceto Marinas.

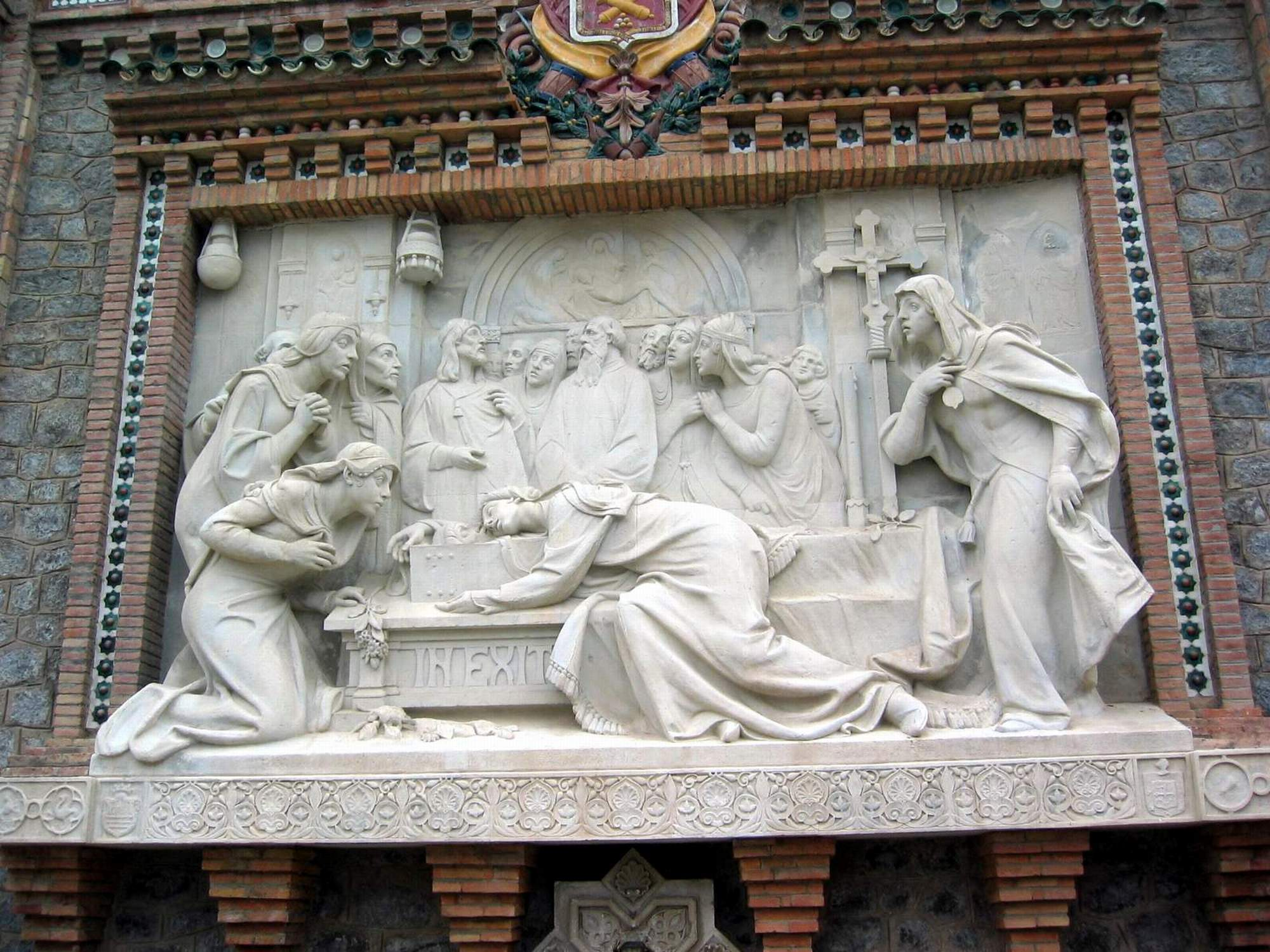
Detalle del altorrelieve de los amantes de Teruel en la «Escalinata de la Estación» de Teruel (1920-1921), obra del ingeniero José Torán de la Rad (1888-1932), año 2006.

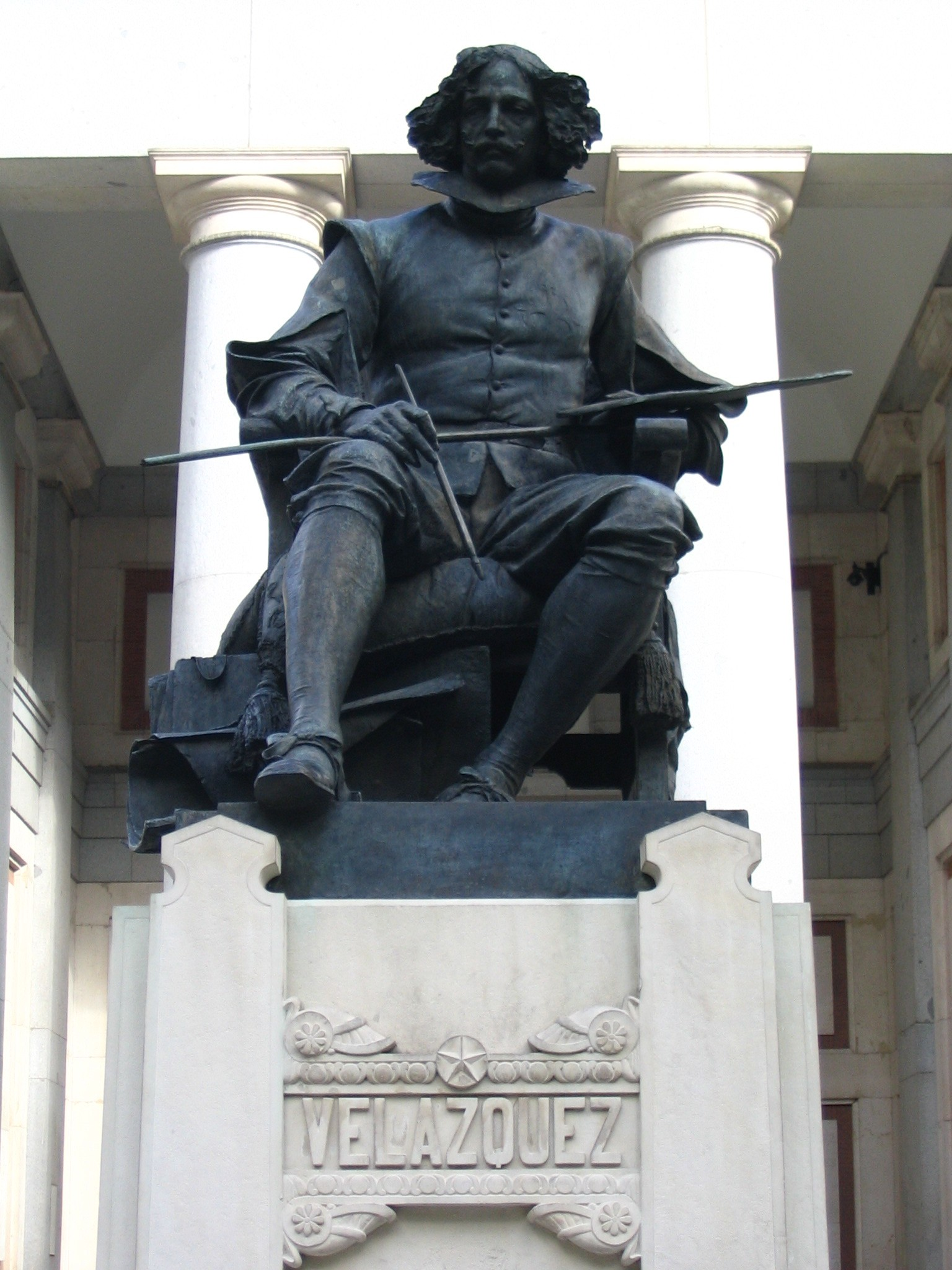
Monumento a Velázquez, Museo del Prado, Madrid.

- Los pescadores pescados, 1892, Ecoparque de Buenos Aires (antiguo Zoo), Argentina.
- Monumento al filósofo Moreno Nieto, 1896, Badajoz.
- Monumento a Miguel López de Legazpi, 1897, Zumárraga, Guipúzcoa.
- Monumento a Velázquez, 1899, Madrid.
- Monumento a Concepción Arenal, 1899, Orense.
- Monumento a Eloy Gonzalo, 1902, Madrid.
- Hermanitos de Leche, Biblioteca Nacional, Madrid.
- Grupo La Libertad (en el Monumento a Alfonso XII), 1905, Madrid.
- Monumento a Fray Enrique Flórez de Setién, 1906, Villadiego, Burgos.
- Monumento conmemorativo del atentado a los Reyes de España, 1908, Madrid.
- Monumento al Pueblo del Dos de Mayo de 1808, 1908,  Madrid.
- Monumento a Daoiz y Velarde, 1910, Alcázar de Segovia, Segovia.
- Monumento a Fray Tomás Cámara, 1910, Salamanca.
- Monumento a la Constitución de 1812, 1913, Cádiz.
- Monumento al Sagrado Corazón de Jesús, 1919, Cerro de los Ángeles, Getafe, Madrid.
- Altorrelieve de los Amantes de Teruel, 1921, Teruel.
- Monumento a Juan Bravo, 1922, Segovia.
- Monumento a Ramón Fernández Asenjo, 1927, Luarca, Asturias.
- Monumento a José Rodao, 1927, Segovia.
- Monumento a Guzmán el Bueno, 1929, León.
- La Soledad al pie de la Cruz, 1930, Segovia.
- Santo Cristo en su última palabra, 1947, Segovia.
- Stmo. Cristo de Gracia, 1948, Las Navas del Marqués, Ávila.
- Stmo. Cristo de la Salud, 1948, Las Navas del Marqués, Ávila.
- Monumento ecuestre al general Varela, 1948, San Fernando, Cádiz.